# Gigante di Atacama

Disegno del Gigante di Atacama.

Il Gigante di Atacama è un grande geoglifo antropomorfo che si trova in Cile nel deserto di Atacama e rappresenta la figura di un guerriero stilizzato lunga circa 119 metri. È posizionato sulla parete nord-est del colle Unita, a circa 15 km dal paesino di Huara, situato nella Provincia del Tamarugal della Regione di Tarapacá. Nei dintorni sono presenti altri geoglifi.
La raffigurazione è probabilmente il risultato dell'opera di varie culture precolombiane che si sono succedute nella zona tra l'800 e il 1500, in particolare le culture Tiahuanaco e Inca. Queste rappresentazioni, di cui si sono scoperti negli ultimi tre decenni oltre cinquemila geoglifi nel deserto di Atacama, avevano in generale funzioni rituali.
Il Gigante di Atacama è la più grande raffigurazione antropomorfa precolombiana finora conosciuta. L'interpretazione è ancora oggetto di dibattito; da alcuni studiosi viene ritenuta la rappresentazione di una divinità precolombiana locale.
Altri ritengono rappresenti le fasi lunari.